# اقتصاد الاتحاد السوفيتي
يستند اقتصاد اتحاد الجمهوريات الاشتراكية السوفيتية على نظام ملكية الدولة لوسائل الإنتاج، والزراعة الجماعية، والصناعة التحويلية والتخطيط الإداري المركزي. اتسم الاقتصاد من خلال سيطرة الدولة على الاستثمار، والملكية العامة للأصول الصناعية، وخلال السنوات العشرين الماضية من وجودها، زاد الفساد المتفشي والركود الاجتماعي والاقتصادي.
بعد تولِّي ميخائيل غورباتشوف مقاليد السلطة، تمَّ تشجيع التحرير الاقتصادي نحو اقتصاد السوق الاشتراكي، ساهمت كل هذه العوامل في انهيار الاتحاد السوفييتي في 1991.
من 1928-1991 دخل كامل الاقتصاد من خلال سلسلة من الخطط الخمسية. في غضون 40 سنة، أصبحت الأمة متطوِّرة من مجتمع زراعي أساسي واحد ومن الشركات الثلاث في العالم لعدد كبير من السلع الرأسمالية والمنتجات الصناعية الثقيلة والأسلحة. ومع ذلك، تخلَّفت عن الركب في اتحاد الجمهوريات الاشتراكية السوفياتية في الإخراج لإنتاج الصناعات الخفيفة والسلع الاستهلاكية المعمرة، ومعظمها بسبب عدم قدرة لجنة التخطيط الاقتصادي، وتوقُّع الطلب على هذه المنتجات.

## التخطيط
استنادًا إلى نظام ملكية الدولة، أدير الاقتصاد السوفيتي من خلال غوسبلان (لجنة تخطيط الدولة)، وغوسبانك (مصرف الدولة)، وغوسناب (لجنة الدولة لتوريد المواد والمعدات). بداية من عام 1928، كان الاقتصاد موجهًا بسلسلة من الخطط الخمسية، مع محاولة وجيزة للتخطيط لسبع سنوات. بالنسبة لكل مؤسسة، حددت وزارات التخطيط (المعروفة أيضًا بـ«أصحاب الأموال») مزيج المدخلات الاقتصادية (مثل العمالة والمواد الخام)، وجدولًا زمنيًا للإنجاز، وجميع أسعار الجملة وجميع أسعار التجزئة تقريبًا. استندت عملية التخطيط إلى التوازنات المادية، أي موازنة المدخلات الاقتصادية مع أهداف النواتج المخططة لفترة التخطيط. في الفترة من عام 1930 إلى أواخر الخمسينيات، كانت مجموعة الرياضيات المستخدمة في مساعدة صنع القرار الاقتصادي مقيدة للغاية لأسباب إيديولوجية. في الإجمال، كانت الخطط مفرطة في التفاؤل، ومضروبة بتقارير مزورة.
ركزت هذه الصناعة لفترة طويلة بعد عام 1928 على إنتاج السلع الرأسمالية من خلال التعدين وصناعة الآلات وصناعة المواد الكيميائية. في المصطلحات السوفيتية، كانت السلع تُعرف برأس المال. استند هذا التركيز إلى الضرورة المتصورة لتصنيع الاتحاد السوفيتي وتحديثه على نحو سريع جدًا. بعد وفاة جوزيف ستالين في عام 1953، اكتسبت السلع الاستهلاكية (سلع المجموعة ب) قدرًا أكبر من الاهتمام بسبب الجهود التي بذلها مالينكوف. مع ذلك، عندما عزز نيكيتا خروتشوف سلطته بإقالة جورجي مالينكوف، كانت إحدى الاتهامات الموجهة إلى مالينكوف أنه سمح «بمعارضة غير صحيحة نظريًا وضارة سياسيًا لمعدل تنمية الصناعة الثقيلة لصالح معدل تنمية الصناعة الخفيفة والغذاء». منذ عام 1955، أعطيت الأولويات مرة أخرى للسلع الرأسمالية، المُعرب عنها في قرارات الكونغرس العشرين للحزب الشيوعي السوفيتي عام 1956.
يقول الخبير الاقتصادي ناوم ياسني أنه في حين أعِدت تقارير سليمة عن العديد من الإحصاءات الرسمية:
«الحقيقة أن أهم المؤشرات العامة الرسمية للتنمية الاقتصادية -أي مؤشرات الدخل القومي، والناتج الصناعي، والدخل الحقيقي لأصحاب الأجور والفلاحين، وإنتاجية العمالة وتكاليف الإنتاج في الصناعة- لا تشترك في شيء مع الواقع على مدى فترات طويلة.»
تدفقت أغلب المعلومات في الاقتصاد السوفيتي من القمة إلى الأسفل. هناك عدة آليات تتيح للمنتجين والمستهلكين توفير المدخلات والمعلومات التي من شأنها أن تساعد في صياغة الخطط الاقتصادية (على النحو المفصل أدناه)، ولكن المناخ السياسي كان من النوع الذي جعل قِلة من الأشخاص يقدمون على الإطلاق إسهامات سلبية أو انتقادات للخطة، وبالتالي فإن المخططين السوفييت لم يكن لديهم إلا القليل من ردود الفعل الجديرة بالثقة والتي يمكنهم استخدامها لتحديد مدى نجاح خططهم. هذا يعني أن التخطيط الاقتصادي كثيرًا ما يتم استنادًا إلى معلومات خاطئة أو قديمة، وخاصة في القطاعات التي تضم أعدادًا كبيرة من المستهلكين. نتيجة لذلك، تميل بعض السلع إلى النقص في الإنتاج بينما تُنتج سلع أخرى أكثر من اللازم وتُكدس في المخازن. لم يبلّغ المدراء متدني المستوى رؤساءهم عن مثل هذه المشاكل في كثير من الأحيان، معتمدين بدلًا من ذلك على بعضهم البعض للحصول على الدعم. وضعت بعض المصانع نظامًا للمقايضة، وتبادل المواد الخامة والقطع أو تقاسمها دون علم السلطات وخارج حدود أو مقاييس الخطة الاقتصادية.
كانت الصناعة الثقيلة دومًا محور تركيز الاقتصاد السوفيتي حتى في سنواته الأخيرة. أدت حقيقة تمتُعها باهتمام خاص من المخططين، إلى جانب حقيقة سهولة تخطيط الإنتاج الصناعي نسبيًا دون تغذية راجعة دقيقة، إلى نمو كبير في ذلك القطاع. أصبح الاتحاد السوفيتي من الدول أو الكيانات الصناعية الرائدة في العالم. كان الإنتاج الصناعي مرتفعًا على نحو غير متناسب في الاتحاد السوفيتي مقارنة بالاقتصادات الغربية. بحلول ستينيات القرن العشرين، كان استهلاك الفرد من السعرات الحرارية في الاتحاد السوفيتي عند مستويات مماثلة لمستويات الولايات المتحدة. غير أن إنتاج السلع الاستهلاكية كان منخفضًا بشكل غير متناسب. لم يبذل المخططون الاقتصاديون جهدًا يُذكر لتحديد رغبات المستهلكين من الأسر المعيشية، مما أدى إلى نقص حاد في العديد من السلع الاستهلاكية. كلما توفرت هذه السلع الاستهلاكية في السوق، استوجب على المستهلكين بصورة روتينية الوقوف في طوابير طويلة لشراء هذه السلع. نشأت سوق سوداء لسلع مثل السجائر التي كانت مطلوبة بشكل خاص، لكنها لا تُنتج بشكل مستمر. كان الأشخاص يصممون «شبكات خدمات» اجتماعية فريدة بين الأشخاص القادرين على الحصول على السلع المطلوبة (على سبيل المثال، الذي يعملون في متاجر أو مصانع معينة).

### إعداد الخطط الخمسية
تحت الإشراف الدقيق لجوزيف ستالين، وُضع نظام معقد لترتيبات التخطيط منذ تطبيق الخطة الخمسية الأولى في عام 1928. حتى أواخر ثمانينيات وأوائل تسعينيات القرن العشرين، عندما أدخَلت الإصلاحات الاقتصادية بدعم من الزعيم السوفيتي ميخائيل غورباتشوف تغييرات كبيرة في النظام التقليدي (بيريسترويكا)، كان تخصيص الموارد موجهًا بواسطة جهاز تخطيط وليس من خلال تفاعل قوى السوق.

#### الإطار الزمني
منذ عهد ستالين وحتى أواخر ثمانينيات القرن العشرين، أدرجت الخطة الخمسية التخطيط قصير المدى في إطار زمني أطول. بينت الاتجاه الرئيسي للتنمية الاقتصادية في البلاد وحددت الطريقة التي يمكن أن يحقق بها الاقتصاد الأهداف المرجوة للحزب الشيوعي السوفيتي. على الرغم من اعتماد الخطة الخمسية كقانون، فإنها تضمنت مجموعة من المبادئ التوجيهية وليس مجموعة من الأوامر المباشرة.
تزامنت الفترات المشمولة بالخطط الخمسية مع تلك المشمولة باجتماعات كونغرس الحزب الشيوعي السوفيتي. في كل كونغرس للحزب الشيوعي السوفيتي، قدمت قيادة الحزب أهداف الخطة الخمسية القادمة، وثم حصلت كل خطة على موافقة الهيئة الأوثق في المؤسسة السياسية الرائدة في البلاد.

### مبادئ توجيهية للخطة
وضعت اللجنة المركزية للحزب الشيوعي السوفيتي، على وجه التحديد مكتبها السياسي، مبادئ توجيهية أساسية للتخطيط. حدد المكتب السياسي الاتجاه العام للاقتصاد من خلال أرقام مرجعية (أهداف الخطة الأولية)، ومشاريع استثمارية كبرى (بناء القدرات) وسياسات اقتصادية عامة. قُدمت هذه المبادئ التوجيهية كتقرير للجنة المركزية إلى كونغرس الحزب الشيوعي السوفيتي للموافقة عليها هناك. بعد الموافقة في الكونغرس، جهّز مجلس الوزراء، الذي شكل حكومة الاتحاد السوفيتي، قائمة أولويات الخطة الخمسية. كان مجلس الوزراء مؤلفًا من وزراء الصناعة، ورؤساء مختلف لجان الدولة، ورؤساء الهيئات ذات المركز الوزاري. وقفت هذه اللجنة على رأس الإدارة الاقتصادية الواسعة، بما فيها جهاز تخطيط الدولة، ووزارات الصناعة، والأمانات (المستوى الوسيط بين الوزارات والمؤسسات) وأخيرًا مؤسسات الدولة. تناول مجلس الوزراء أهداف خطة المكتب السياسي وأرسلها إلى غوسبلان، التي جمعت بيانات عن تنفيذ الخطة.